# Philippe Barassat
Pour les articles homonymes, voir Barassat.
Philippe Barassat est un réalisateur et scénariste français, né en 1963.

## Carrière
Philippe Barassat travaille d'abord comme coscénariste pour Pushing the Limits (1992) de Thierry Donard et Loin des barbares (1994) de Liria Bégéja. 
Il réalise ensuite des courts métrages. Mon copain Rachid (1997), avec Mathieu Demy dans le rôle d'Eric adulte, est diffusé sur Canal+ en 1998 puis dans la collection Courts mais gay. Son court métrage Les éléphants de la planète Mars (2000) met en scène Arielle Dombasle, Jérémie Elkaïm et Guillaume Dustan. En 2001 sort un programme rassemblant ses quatre courts métrages sous le titre de Folle de Rachid en transit sur Mars,.
Son film suivant, Le Nécrophile, est soutenu par le CNC, Arte et la Fondation Beaumarchais, mais son scénario lui vaut d'être convoqué par la brigade mineurs. La commission chargée de la protection de l'enfance de la DDASS émet un jugement dévarorable, par la voix du représentant du CNC dans la commission, et bloque l'autorisation de finir le film,. Le film finit par être autorisé et sort en 2003.
En 2006, il réalise Lisa et le pilote d'avion avec Rachida Brakni et Éric Cantona, mais le film produit par ce dernier ne sort pas en raison de la liquidation judiciaire de la maison de production.
En tant qu'acteur voix, il a joué le narrateur dans trois films de Valérie Donzelli, La Reine des pommes (2010), La guerre est déclarée (2011) et Main dans la main (2012)
En 2015 sort son film Indésirables avec Jérémie Elkaïm, Béatrice de Staël et Rémi Lange.

## Filmographie

### Comme réalisateur
- 1995 : Folle de ce mec
- 1997 : Mon copain Rachid
- 1999 : Transit
- 2000 : Les Éléphants de la planète Mars
- 2001 : Folle de Rachid en transit sur Mars, long métrage regroupant les courts métrages Folle de ce mec, Mon copain Rachid, Transit et Les Éléphants de la planète Mars
- 2004 : Le Nécrophile
- 2006 : Lisa et le pilote d'avion, long métrage[10]
- 2013 : Indésirables, long métrage[11]
- 2013 : Avec ma voix, clip co-réalisé avec Thibaut Coqueret
- 2019 : La rupture, un double film " genré " : dans l’une des versions le couple principal est composé d’un homme et d’une femme, dans l’autre de deux femmes.

### Comme scénariste
- 1995 : Folle de ce mec
- 1997 : Mon copain Rachid
- 1999 : Transit
- 2000 : Banqueroute
- 2004 : Le Nécrophile
- 2006 : Lisa et le pilote d'avion
- 2013 : Indésirables